# Wilson A. Shoffner

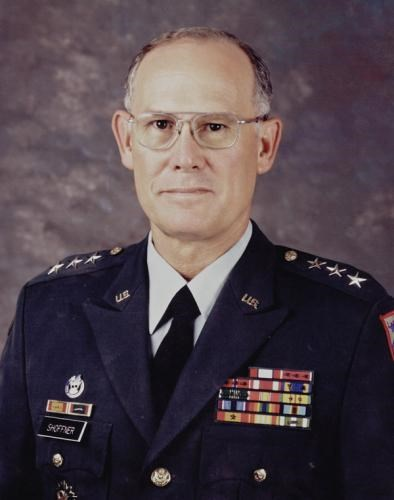
Wilson A. Shoffner (1992)

Wilson Allen Shoffner, Sr. (* 28. März 1938 in Ryan, Jefferson County, Oklahoma; † 3. Januar 2014 in Colleyville, Tarrant County, Texas) war ein Generalleutnant der United States Army. Er war unter anderem Kommandeur der 3. Infanteriedivision.
Wilson Shoffner besuchte die öffentlichen Schulen seiner Heimat einschließlich der High School und begann dann ein Studium am Cameron College. Über das ROTC-Programm der University of Oklahoma gelangte er im Jahr 1961 in das Offizierskorps des US-Heeres. Dort wurde er als Leutnant der Feldartillerie zugeteilt. In der Armee durchlief er anschließend alle Offiziersränge vom Leutnant bis zum Drei-Sterne-General. Im weiteren Verlauf seiner Karriere erhielt er zudem einen akademischen Grad von der George Washington University.
In seinen jüngeren Jahren absolvierte er den für Offiziere in den niederen Rangstufen üblichen Dienst in verschiedenen Einheiten und Standorten. Er wurde im Vietnamkrieg eingesetzt und kommandierte unter anderem ein Bataillon des 79. Feldartillerieregiments und später die 214. Feldartilleriebrigade in Fort Sill. Zwischenzeitlich war er Stabsoffizier bei der 1. Kavalleriedivision im damaligen Fort Hood dem heutigen Fort Cavazos.
In den Jahren 1989 bis 1991 kommandierte Wilson Shoffner die 3. Infanteriedivision, deren Hauptquartier sich in Würzburg befand. Die 3. Brigade dieser Division war zwischenzeitlich am Zweiten Golfkrieg beteiligt. Zwischen dem 16. August 1991 und dem 27. Juli 1993 war Shoffner Leiter des Command and General Staff Colleges in Fort Leavenworth in Kansas. Anschließend schied er aus dem aktiven Militärdienst aus.
Nach seiner Pensionierung gehörte Shoffner als Vizepräsident dem Vorstand der Rüstungsfirma Lockheed Martin an. Er war mit Beverly Beth Beauchamp (1938–2013) verheiratet. Das Paar hatte zwei Söhne, die beide ebenfalls eine Offizierslaufbahn im US-Heer begannen: Wilson Allen Shoffner Jr. brachte es bis zum Generalmajor, ehe er im Jahr 2020 in Pension ging. Thomas Andrew Shoffner schied im Jahr 2017 als Oberst aus dem Militärdienst aus.
Wilson Shoffner Sr. starb am 3. Januar 2014 und wurde auf dem amerikanischen Nationalfriedhof Arlington beigesetzt.

## Orden und Auszeichnungen
Wilson Shoffner erhielt im Lauf seiner militärischen Laufbahn unter anderem folgende Auszeichnungen:
- Army Distinguished Service Medal
- Legion of Merit
- Defense Meritorious Service Medal
- Bronze Star Medal
- Army Commendation Medal
- National Defense Service Medal
- Air Medal

Hinzu kommen unter anderem noch einige Orden des früheren Staates Südvietnam. 